# Melampyrum alboffanum
Melampyrum alboffanum är en snyltrotsväxtart som beskrevs av Gustave Beauverd. Melampyrum alboffanum ingår i släktet kovaller, och familjen snyltrotsväxter. Inga underarter finns listade i Catalogue of Life.